# Griebo
Griebo ist eine Ortschaft und ein Ortsteil der Lutherstadt Wittenberg in Sachsen-Anhalt.

## Geografie
Griebo liegt im Naturpark Fläming an der Mündung des Grieboer Baches in die Elbe (der Bach entspringt im nördlich gelegenen Fläming in der Gemarkung Cobbelsdorf). Die Stadt Coswig (Anhalt) befindet sich westlich in unmittelbarer Nachbarschaft, östlich grenzt der Wittenberger Ortsteil Apollensdorf an Griebo.

## Geschichte

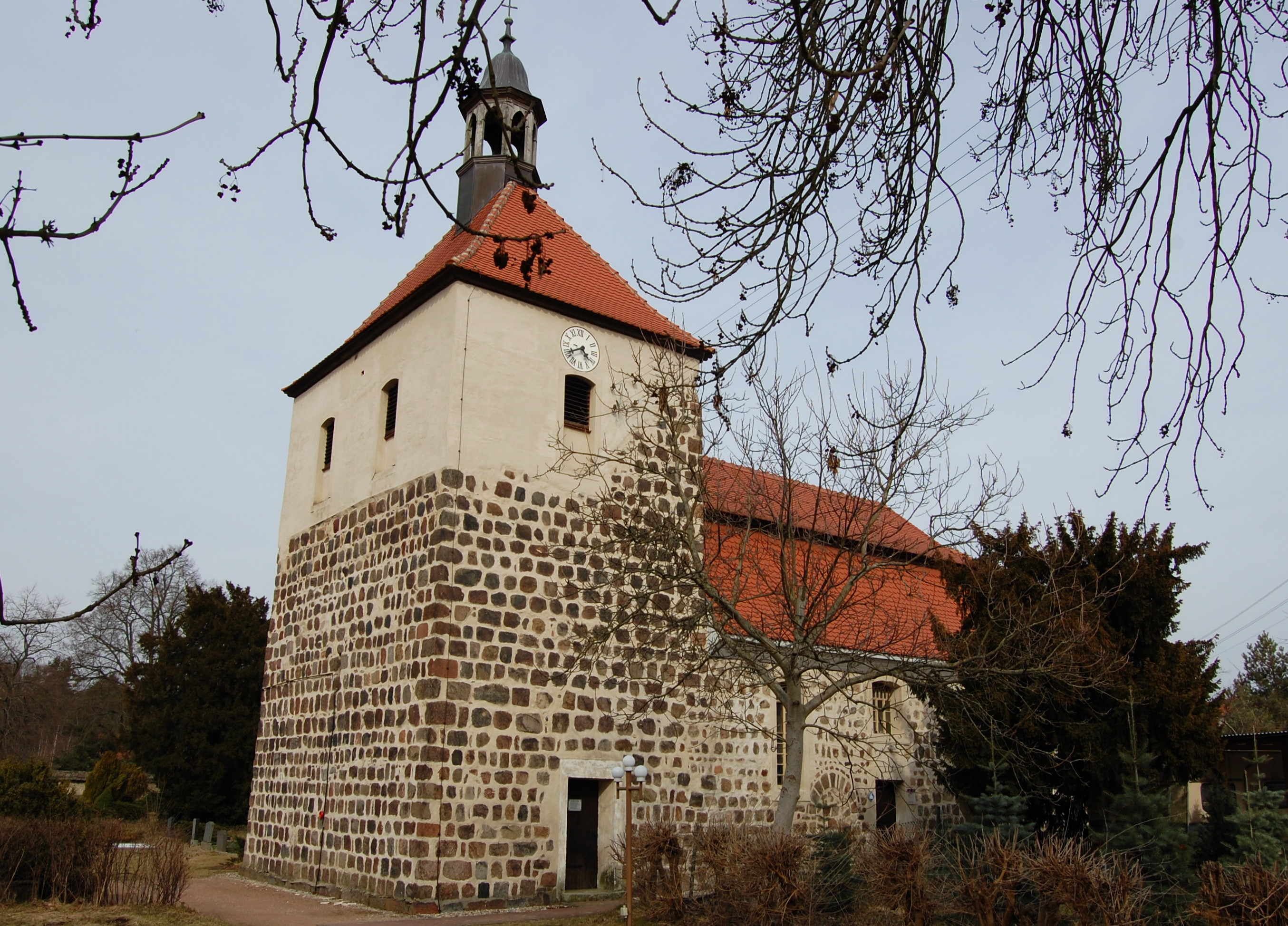
Sankt-Johannes-Kirche

1201 taucht Griebo erstmals in einer Urkunde auf. Aus dieser Zeit stammt die spätromanische Sankt-Johannes-Kirche des Ortes, die insbesondere in der Zeit um den Dreißigjährigen Krieg als Wehrkirche genutzt wurde, da Griebo an einer Heerstraße lag und oft geplündert wurde.
Im Jahre 1936 wurde das Strafgefangenenlager „Elberegulierung Post Griebo bei Coswig (Anhalt)“ für 400 Gefangene eingerichtet. Dazu gehörten auch 150 Gefangene, die auf einem Wohnschiff mit Namen „Biber“ untergebracht worden sind. Wirtschaftliche Zweckbestimmung war das Ausbaggern von Kies aus dem Strombett der Elbe. Damit sollten das Flussbett vertieft und so die Verbesserung der Binnenschifffahrt ermöglicht werden. Zum Elberegulierungslager Griebo gehörte ab 1939 auch das Strafgefangenenlager von Dessau-Roßlau. Insgesamt gehörten zum Elberegulierungslager Griebo diese Nebenlager:
- Außenarbeitsstelle des Strafgefangenenlagers Elbregulierung Griebo in Aken bei der IG Farben AG
- Außenkommando des Gefangenenlagers Elberegulierung Post Griebo bei Coswig (Anhalt) in Pretzsch (Elbe)
- Außenkommando des Gefangenenlagers Elberegulierung Post Griebo (bei Coswig Anhalt) in Wittenberg
- Außenkommando „Männerlager Dessau“ des Gefangenenlagers Elberegulierung Post Griebo (bei Coswig Anhalt) in Dessau-Roßlau
- Außenkommando „Lager Creudnitz“ des Gefangenenlagers Elberegulierung Post Griebo
- Außenkommando des Strafgefangenenlagers Elberegulierung Post Griebo, Wohnschiff „Biber“ in Griebo

1944 wurden auch drei weibliche Strafgefangene in dem Lager interniert. Eine dieser Frauen war Irene Seiler, die wegen „Rassenschande“ zu einer mehrjährigen Zuchthausstrafe verurteilt worden war.

## Verwaltungszugehörigkeit
bis 1945 Landkreis Zerbst (Anhalt)
1945 Landkreis Zerbst (Provinz Sachsen)
1946 Landkreis Zerbst (Sachsen-Anhalt)
1952 Kreis Roßlau, (Bezirk Halle)
1990 Landkreis Roßlau (Sachsen-Anhalt)
1994 Landkreis Anhalt-Zerbst (Sachsen-Anhalt)
2007 Landkreis Wittenberg (Sachsen-Anhalt)
Am 1. Januar 2008 wurde die Gemeinde Griebo nach Lutherstadt Wittenberg eingemeindet.

## Politik

### Wappen
Blasonierung: „In Blau ein silberner Reiher mit goldenem Schnabel und Beinen, auf einem Bein stehend, das andere angehoben.“
Das Wappen wurde 2001 vom Magdeburger Kommunalheraldiker Jörg Mantzsch gestaltet und ins Genehmigungsverfahren geführt.

### Flagge
Die Flagge der ehemaligen Gemeinde Griebo ist silber (weiß)-blau (1:1) gestreift (Hissflagge: Streifen senkrecht verlaufend; Querflagge: Streifen waagerecht verlaufend). Das Wappen der Gemeinde Griebo ist mittig auf die Flagge aufgelegt.

## Verkehr

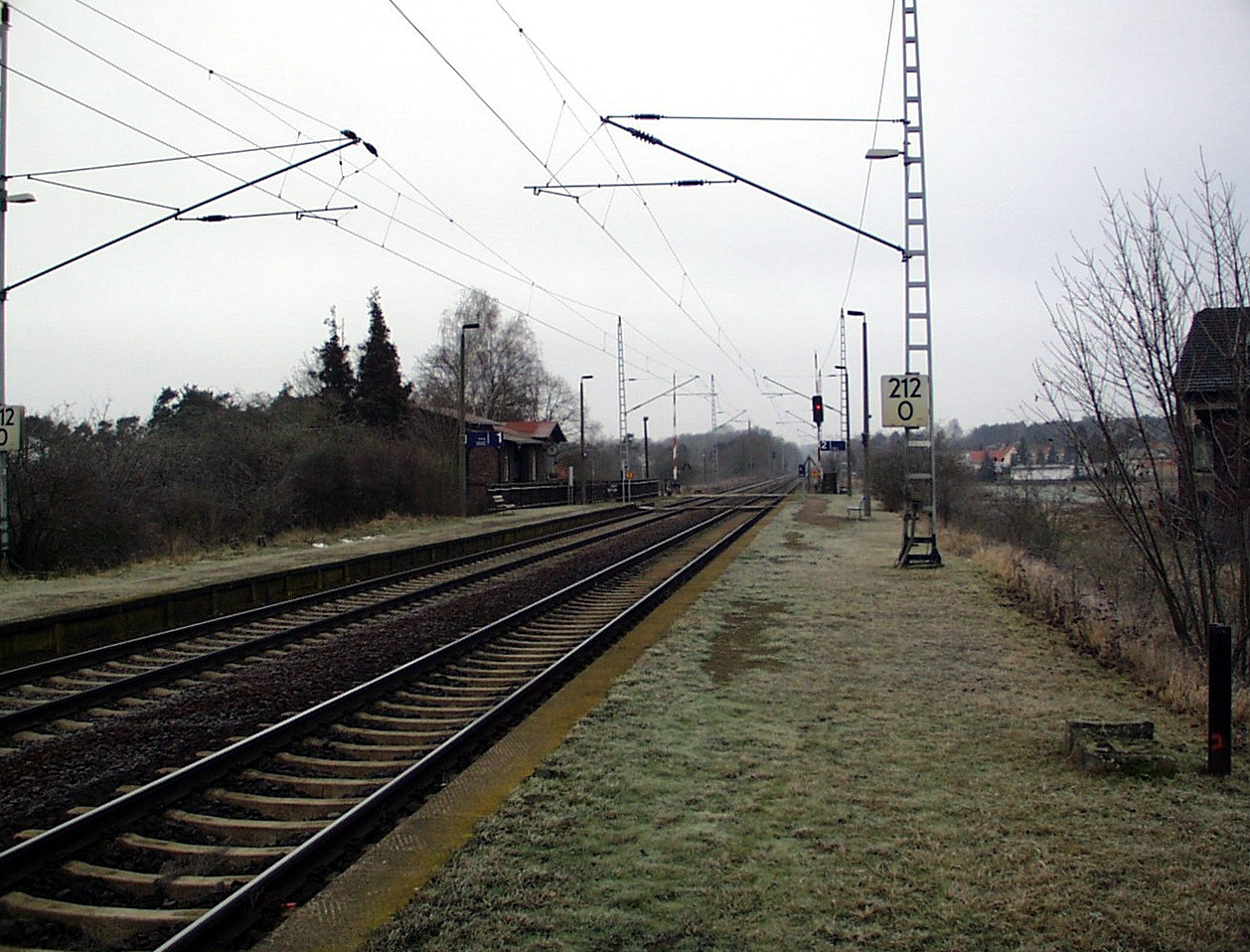
Haltepunkt Griebo im Jahr 2001

### Straßenverkehr
- Die Bundesstraße 187 von Coswig (Anhalt) nach Wittenberg führt durch Griebo.
- Der Autobahnanschluss Coswig an der A 9 Berlin – München ist ca. acht Kilometer entfernt.

### Schienenverkehr
Die Bahnstrecke Węgliniec–Roßlau hat einen Haltepunkt in Griebo. Ab Griebo verkehren stündlich Züge von DB Regio nach Dessau-Roßlau sowie weiter in Richtung Halle (Saale) bzw. Leipzig und in Gegenrichtung nach Lutherstadt Wittenberg – Falkenberg (Elster).

### Busverkehr
Der ÖPNV wird vom Busunternehmen Vetter GmbH mit einer Verbindung vom Wittenberger Ortsteil Apollensdorf über Griebo nach Coswig (Anhalt) durchgeführt. Dies geschieht zum Teil im Rufbusverfahren.
Es gibt außerdem eine Buslinie von Wittenberg über Griebo und Coswig (Anhalt) nach Roßlau.

## Ehrenbürger
→ Siehe: Liste der Ehrenbürger der Lutherstadt Wittenberg Nr. 20 bis 23

## Belege
1. ↑  § 17 der Hauptsatzung der Lutherstadt Wittenberg (Memento des Originals vom 4. Dezember 2016 im Internet Archive)  Info: Der Archivlink wurde automatisch eingesetzt und noch nicht geprüft. Bitte prüfe Original- und Archivlink gemäß Anleitung und entferne dann diesen Hinweis.
2. ↑  Strafgefangenenlager Elberegulierung auf www.deutsche-digitale-bibliothek.de
3. ↑  Michael Löffelsender: Strafjustiz an der Heimatfront. Beiträge zur Rechtsgeschichte des 20. Jahrhunderts. Mohr Siebeck, Tübingen 2012.
4. ↑  StBA: Gebietsänderungen vom 01.01. bis 31. Dezember 2008